# Eroticoscincus graciloides
Eroticoscincus graciloides is een hagedis uit de familie skinken (Scincidae).

## Naam en indeling
De hagedis werd voor het eerst wetenschappelijk beschreven door Einar Lönnberg en Lars Gabriel Andersson in 1913. Oorspronkelijk werd de naam Lygosoma graciloides gebruikt. De skink werd eerder tot de geslachten Lygosoma, Anotis, Nannoscincus en Hemiergis gerekend, maar deze indelingen zijn verouderd.
Eroticoscincus graciloides is de enige soort uit het monotypische geslacht Eroticoscincus. De naam van het geslacht Eroticoscincus  werd voor het eerst voorgesteld door Richard Walter Wells en Cliff Ross Wellington in 1984. Er worden geen ondersoorten erkend.
De wetenschappelijke geslachtsnaam Eroticoscincus betekent vrij vertaald 'verliefde skink'; eroticos (GR: ἐρωτικός) = verliefd en scincus = skink.

## Uiterlijke kenmerken
De lichaamskleur is bruin, met lichtere flanken en een nog lichtere buikzijde. De flanken van de staart zijn donkerder gekleurd. De voorpoten dragen vier vingers en de achterpoten zijn voorzien van vijf tenen.
De skink is te onderscheiden van andere soorten door de zeer kleine, ronde gehooropening. Achter op de kop is een vage, M- vormige vlek aanwezig.

## Verspreiding en habitat
De soort komt endemisch voor in Australië en alleen in de oostelijk gelegen staat Queensland. Het areaal beslaat een klein gebied in het uiterste zuidoosten van de staat ten noorden van het eiland Fraser Island. Op het eiland zelf komt de skink ook voor. Een groot deel van het areaal bestaat uit beschermde natuurgebieden.
De habitat bestaat uit de strooisellaag tussen struiken en rotsige streken in begroeide gebieden. De skink kan zowel in vochtige als droge bossen voorkomen, in het laatste geval altijd in de buurt van water. De hagedis staat bekend als zeer schuw en wordt hierdoor weinig gezien.
De soort wordt veel gevonden in sterk begroeide gebieden zoals overwoekerende klimplanten. Ook in door de mens aangepaste omgevingen kan de skink zich handhaven, zoals tuinen, parken, wegbermen en plantages.
Door de internationale natuurbeschermingsorganisatie IUCN wordt de skink als 'veilig' beschouwd (Least Concern of LC).